# Křimice (zámek)
Zámek Křimice stojí v obci Křimice, části města Plzeň. Od roku 1964 je chráněn jako kulturní památka.

## Historie

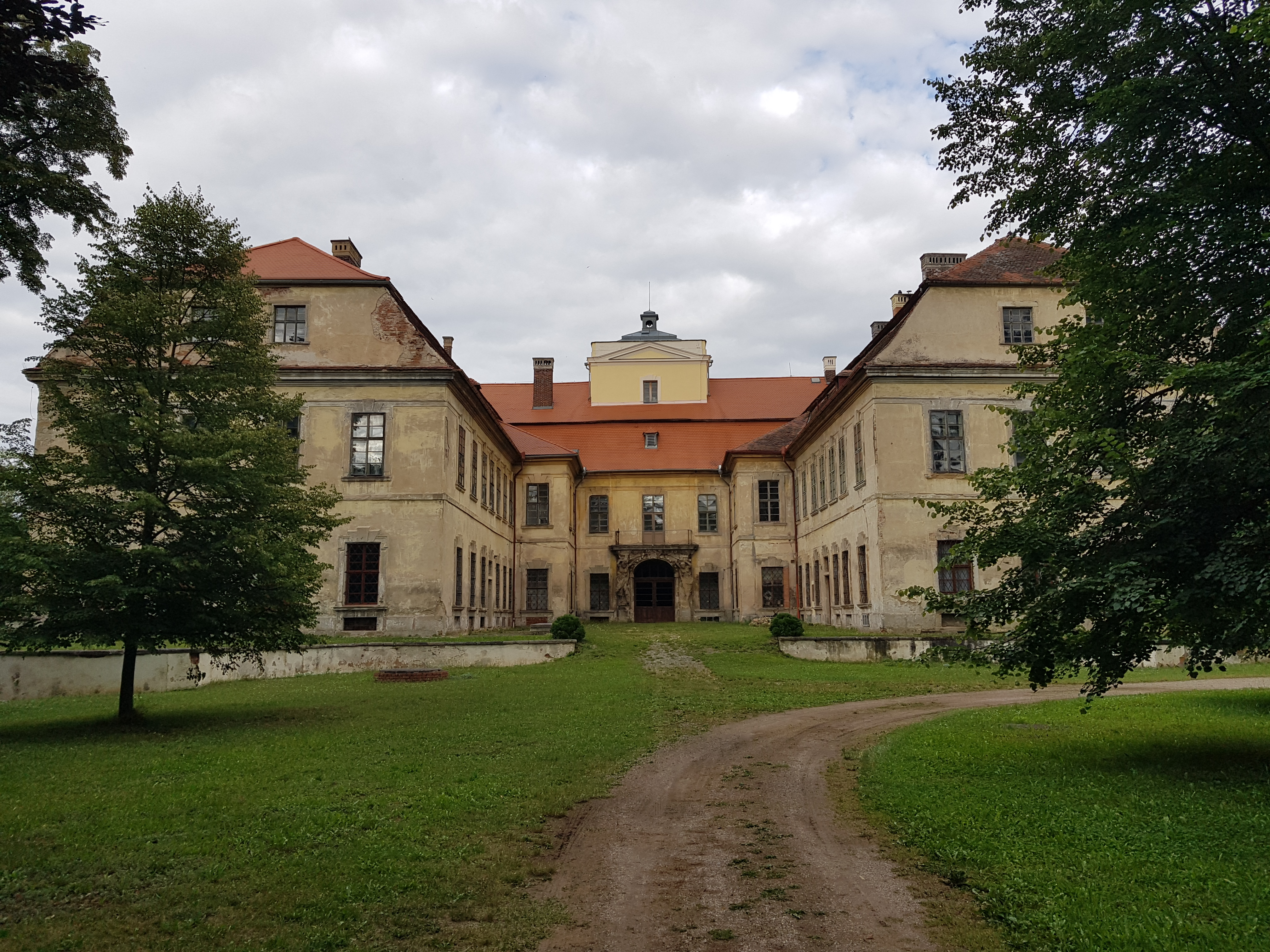
Zámek Křimice v roce 2022

Zámku předcházela tvrz, vystavěná Drslavici někdy okolo poloviny 13. století. V letech 1245–1289 na ní měl sídlit Půta, syn Protivy ze Žinkov. 
Další informace pochází až z druhé poloviny 14. století, kdy ji nejprve vlastnil plzeňský měšťan Petrold Nussl a po něm další plzeňský měšťan Václav Točník. Točníkové postupně bohatli, dočkali se povýšení na vladyky a také nedaleko tvrzi založili pivovar. V držení rodu zůstal do roku 1621, kdy zemřel poslední člen rodu Purkhart Točník. 
Následně tvrz krátce vlastnil jeho nevlastní syn Jan Jindřich Strojetický ze Strojetic, jenž si vzal Voršilu z Vrtby a po jeho smrti v roce 1648 panství zdědil Jaroslav František z Vrtby. V roce 1659 je jako majitel uváděn Jan František z Vrtby. V době vlastnictví syna Janova bratra, Františka Václava z Vrtby, prošla tvrz v roce 1732 přestavbou na barokní zámek. Na pilíře čestného dvora přibylo mj. 8 soch řeckých bohů od Lazara Widemanna. Jezdecká socha sv. Jiří z roku 1746 byla přestěhována na nádvoří až v roce 1903 z prostoru protější strany návsi.  
Páni z Vrtby zámek vlastnili do roku 1830, přičemž v letech 1811–1812 za Františka Josefa z Vrtby prošel přestavbou v duchu empíru s klasicistní fasádou. Architektem barokní stavby byl patrně František Maxmilián Kaňka, architektem empírové přestavby František Ignác Prée. V roce 1830 panství zdědil kníže Jan Karel z Lobkovic a v držení Lobkoviců zůstal do roku 1948, kdy jim byl vyvlastněn a znárodněn.
Po znárodnění zámek nejprve vlastnil podnik Škoda Plzeň, který jej upravil pro internát. Během těchto úprav byly zcela zničeny interiéry a rozkraden mobiliář. Od roku 1965 byl zámek v majetku Domovů mládeže v Plzni a od roku 1974 Západočeského muzea v Plzni, které jej využívalo jako depozitář. Ani jeden z majitelů se o něj však příliš nestaral a tak zámek i zámecký park pustl. 
Po Listopadu 1989 byl v roce 1994 v restituci navrácen Lobkowiczům.